# Protosphaerion pictum
Protosphaerion pictum är en skalbaggsart som beskrevs av Martins 2005. Protosphaerion pictum ingår i släktet Protosphaerion och familjen långhorningar. Inga underarter finns listade i Catalogue of Life.